# Robert Schuman
Robert Schuman (Luxemburgo, 29 de junho de 1886 — Scy-Chazelles, 4 de setembro de 1963) foi um político democrata-cristão e estadista luxemburguês radicado na França.

## Biografia
De mãe luxemburguesa, o jovem Robert Schuman frequentou a escola primária e secundária em Luxemburgo. Tendo realizado estudos superiores de Direito na Alemanha, em Berlim, Munique, Bonn e Estrasburgo, ele abre um gabinete de advocacia em Metz em junho de 1912. Dois anos mais tarde, a Primeira Guerra Mundial começa; Robert Schuman é reformado por problemas de saúde.
Em novembro de 1918, a Alsácia-Lorena retorna à França e Robert Schuman entra em 1919 no Parlamento como deputado da Moselle.
Em 1939, uma nova guerra inicia-se, e em março de 1940 Robert Schuman é nomeado sub-secretário de Estado para os Refugiados.
Em 10 de julho de 1940, ele atribui, com outros 568 parlamentares, os «plenos poderes» ao Marechal Pétain.
De retorno à Lorena, ele é preso pela Gestapo e posto secretamente na prisão de Metz, sendo mais tarde transferido para Neustadt, no Rheinland-Pfalz, em 13 de abril de 1941. Ele consegue fugir e alcançar a zona livre em agosto de 1942, passando pela abadia de Ligugé.
Presidente do Conselho do Mouvement républicain populaire (MRP) (1947), depois Ministro de Relações Exteriores (1948-1952), ele foi o grande negociador de todos os grandes tratados do final da Segunda Guerra Mundial (Conselho da Europa, Pacto do Atlântico Norte, CECA, etc.).
Propôs, por meio da Declaração Schuman de 9 de maio de 1950, colocar a produção franco-alemã de carvão e de aço sob uma Alta Autoridade comum, em uma organização aberta à participação de outros países da Europa. Essa proposta levará à criação da Comunidade Europeia do Carvão e do Aço, que foi origem da atual União Europeia.
De 1958 a 1960, ele foi o primeiro presidente do Parlamento Europeu, que o condecora, no final de seu mandato, com o título de «Pai da Europa».
Um processo de beatificação de Robert Schuman foi aberto pela Igreja Católica em 9 de junho de 1990, nele foram ouvidas 200 testemunhas, o processo conta 50 mil páginas e pesa cerca de meia tonelada. Atualmente encontra-se na Congregação para as Causas dos Santos na Santa Sé para exame. Foi entretanto declarado Servo de Deus, o primeiro passo para a eventual beatificação. Em 19 de junho de 2021, foi declarado Venerável.